# El Braya
El Braya (em árabe: ألبْرَيَ) é uma comuna localizada na província de Orã, Argélia. De acordo com o censo de 2009, a população total da cidade era de 6 292 habitantes.